# داتیونینگ
داتیونینگ (به لاتین: Datunying) یک شهرک در جمهوری خلق چین است که در Ningxiang City واقع شده‌است. داتیونینگ ۱۰۶٫۲ کیلومتر مربع مساحت و ۴۳٬۰۰۰ نفر جمعیت دارد.